# USS Salem (CL-3)
USS Salem (CL-3) — лёгкий крейсер флота США времён Первой мировой войны, третий корабль типа «Честер».

## История создания
Корабль был заложен 28 августа 1905 года на верфи Fore River Shipyard в Квинси, штат Массачусетс, спущен на воду 27 июля 1907 года, «крещён» миссис Lorna Pinnock, введён в строй 1 августа 1908 года под командованием коммандера Henry B. Wilson.

## История службы
Как один из первых турбинных кораблей флота США прошёл длительные испытания.
С 1909 года по 1910 год корабль «USS Salem» вместе с USS Birmingham ходили из США в Ливию и обратно, участвуя по заказу ВМФ США в исследовании распространения радиоволн на большие расстояние под руководством радиофизика Л. Остином. В результате на основе полученных данных Остин и его помощник доктор Луис Кохен определили эмпирические зависимости между мощностью радиосигналов, их частотой и расстоянием, на которое они были переданы, и была выведена формула для определения мощности сигнала, переданного на большие расстояния (формула Остина или формула Остина-Кохена).
В 1914 году служил в мексиканских водах, базировался на Веракрус. В 1917 году прошёл ремонт с заменой турбин «Кёртис» на турбины «General Electric». Эскортировал конвои, служил флагманом эскадры охотников за подводными лодками.
В 1930 году был разделан на металл.